# Ohmímetro

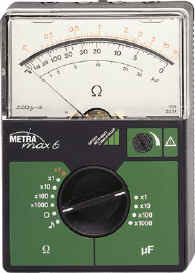
Un ohmímetro analógico

Un ohmímetro u óhmetro es un instrumento para medir la resistencia eléctrica.
Su diseño se compone de una pequeña batería para aplicar un voltaje a la resistencia de baja medida, para luego, mediante un galvanómetro, medir la corriente que circula a través de la resistencia.
La escala del galvanómetro que está calibrada directamente en ohmios, ya que en aplicación de la ley de Ohm, al ser fijo el voltaje de la batería, la intensidad circulante a través del galvanómetro sólo va a depender del valor de la resistencia bajo medida, esto es, a menor resistencia mayor intensidad de corriente y viceversa.
Existen también otros tipos de óhmetros más exactos y sofisticados, en los que la batería ha sido sustituida por un circuito que genera una corriente de intensidad constante I, la cual se hace circular a través de la resistencia R bajo prueba. Luego, mediante otro circuito se mide el voltaje V en los extremos de la resistencia. De acuerdo con la ley de Ohm el valor de R vendrá dado por:
Para medidas de alta precisión la disposición indicada anteriormente no es apropiada, por cuanto que la lectura del medidor es la suma de la resistencia de los cables de medida y la de la resistencia bajo prueba.
Para evitar este inconveniente, un óhmetro de precisión tiene cuatro terminales, denominados contactos Kelvin. Dos terminales llevan la corriente constante desde el medidor a la resistencia, mientras que los otros dos permiten la medida del voltaje directamente entre terminales de la misma, con lo que la caída de tensión en los conductores que aplican dicha corriente constante a la resistencia bajo prueba no afecta a la exactitud de la medida.
El Ohmímetro fue inventado por el físico alemán Georg Simon Ohm.

## Tipos de Óhmetros
- Puente de Wheatstone
- Voltímetro
- Multímetro
- Galvanómetro